# Emir Kusturica
Pour les articles homonymes, voir Kusturica.
 Emir Kusturica (API : /ˈku.stu.ri.tsa/ ; en serbe cyrillique : Емир Кустурица) est un cinéaste, acteur et musicien franco-serbe, né le 24 novembre 1954 à Sarajevo.
Il a notamment été deux fois récompensé par la Palme d'or au Festival de Cannes, pour Papa est en voyage d'affaires et Underground.

## Biographie

### Identité et religion
Emir Kusturica naît le 24 novembre 1954 à Sarajevo, en république populaire de Bosnie-Herzégovine, qui faisait partie de la république populaire fédérative de Yougoslavie.
Le New York Times l'interroge au début de la guerre en Bosnie-Herzégovine sur son identité et il répond : « Je suis un exemple vivant du mélange et de la conversion des Serbes en Bosnie. Mes grands-parents vivaient dans l'Est de l'Herzégovine. Ils étaient très pauvres. Les Turcs sont venus et ont apporté l'islam. Il y avait trois frères au sein de la famille. L'un était chrétien orthodoxe. Les deux autres se sont convertis à l'islam pour survivre. ».
La famille du cinéaste est représentative de la pluralité ethnique de la Yougoslavie, dont l'effritement la marginalise plus tard : les ancêtres d'Emir-Nemanja Kusturica sont des Serbes orthodoxes de Bosnie-Herzégovine. Environ la moitié des habitants de Bosnie-Herzégovine sont adeptes de l'islam depuis la conquête ottomane des Balkans, alors qu'environ un tiers de la population est de confession orthodoxe et 15 % de confession catholique. Néanmoins, le réalisateur n'est pas intégré, dans son enfance, aux coutumes religieuses du pays. Il est par ailleurs tenu à l'écart de tout culte religieux, son père étant non-croyant et communiste. Ce dernier est également un ancien résistant à l'Allemagne nazie, intégré aux troupes armées, civiles et partisanes titistes.
Ces éléments sont à nuancer sérieusement : dans sa relativement longue « profession de foi » publiée à peu près au même moment, Kusturica se définit comme yougoslave et « enfant de la Bosnie primitive ». Il précise même que « des nationalistes serbes » l'ont « menacé d'une nouvelle circoncision » après le succès de son film Papa est en voyage d'affaires, ce qui accrédite l'idée qu'il fut circoncis selon la coutume musulmane et comme le montre ce film dont le couple parental principal est musulman et fait circoncire leurs fils. Dans le même livre (chapitre « Nostalghia »), il indique que sa grand-mère paternelle était « fortement liée aux rites musulmans » et que sa famille « les a d'ailleurs conservés ».
En fait, Kusturica s'est toujours senti profondément yougoslave et c'est ce dernier terme qui définit sans doute le mieux son identité au moins jusqu'au début des années 2000.
Le jour de Đurđevdan (la Saint-Georges) en 2005, Emir Kusturica est baptisé à l'Église orthodoxe serbe sous le nom de Nemanja Kusturica (Немања Кустурица) dans le monastère de Savina, près de Herceg Novi, au Monténégro. Ses détracteurs analysent ce geste comme une trahison de son passé musulman et une négation de ses racines, ce à quoi il répond : « Mon père était athée tout en se définissant comme serbe. D'accord, nous avons peut-être été musulmans pendant 250 ans, mais nous étions orthodoxes avant cela, tout en restant serbes. ».

### Prague
Le jeune Emir se passionne pour le cinéma : pour gagner de l'argent de poche, il travaille pour le cinéma de son quartier à Sarajevo où il assiste aux projections. Un ami de son père l'invite également sur le plateau des films officiels. Mais dans la banlieue de Sarajevo, le jeune homme joue au football, sort beaucoup et fréquente d'autres enfants que ses parents ne voient pas d'un bon œil. Inquiets pour son avenir, son père et sa mère, d'une famille respectable, décident de l'envoyer étudier à l'étranger. Il est envoyé chez sa tante à Prague et entre à l'académie du cinéma de la capitale tchécoslovaque : la FAMU. Élève brillant et appliqué, il y réalise deux courts métrages : Une partie de la vérité et Automne. Ses professeurs voient en lui un talent très prometteur, et plus tard, dans ses interviews, il rend hommage de nombreuses fois à son professeur de mise en scène : le Tchèque Otakar Vavra. Pendant ses années praguoises, Kusturica absorbe tous les grands classiques du cinéma, qu'ils soient russes, tchèques, français, italiens ou américains. Ces films marquent profondément son style à venir.
En 1978, Emir Kusturica réalise son court métrage de fin d'études Guernica, un film douloureux et faussement naïf sur l'antisémitisme vu par un petit garçon. Ce film obtient le Premier Prix du cinéma étudiant du Festival international du film de Karlovy Vary.

### Sarajevo
Avec ce premier trophée, il rentre alors à Sarajevo et y obtient un contrat à la télévision. Artiste anticonformiste, éloigné de la ligne du pouvoir central sur le cinéma, il réalise en 1979 le moyen métrage Les jeunes mariées arrivent (de), tiré d'un scénario d'Ivica Matić qui traite de l'inceste. Fortement influencé par l'œuvre d'Andreï Tarkovski, le film dérange par sa forme et son contenu audacieux. Il est interdit de diffusion. Kusturica conserve néanmoins son poste à la télévision et tourne l'année suivante son second film : Café Titanic, tiré d'une nouvelle du prix Nobel de littérature yougoslave Ivo Andrić. Avec ce film, il remporte le premier prix du Festival de la télévision yougoslave.
Il réalise son premier long métrage Te souviens-tu de Dolly Bell ?, la même année, sur la base d'un scénario coécrit avec le poète bosniaque Abdulah Sidran. Le film est semi-autobiographique, et raconte la difficulté pour un groupe d'enfants dans le Sarajevo des années 1960 de se confronter au rêve occidental sous le régime de Tito. Le cinéaste y révèle déjà ses talents de conteur, de portraitiste et de satiriste par son sens du détail poétique et son observation aiguisée des mœurs yougoslaves traditionnelles. Le monde découvre ainsi le cinéma singulier du jeune Yougoslave grâce à l'obtention du Lion d'or de la Première Œuvre à la Mostra de Venise et du Prix de la critique au Festival du film international de São Paulo.
Kusturica travaille sur son deuxième film, Papa est en voyage d'affaires, avec le même scénariste dans l'optique de réaliser une trilogie sur sa ville natale. Le troisième volet ne verra pas le jour, mais ce deuxième film, qui témoigne de la douleur des familles séparées par l'arbitraire politique du régime de Tito, remporte à la surprise générale la Palme d'or au Festival de Cannes 1985 et Kusturica rate la remise de prix, parce qu'il avait "un parquet à poser chez un ami". La récompense propulse cependant au niveau des plus grands ce jeune réalisateur de 31 ans. Pour évacuer la pression, Kusturica intègre pendant un an le groupe de musique de ses amis de Zabranjeno pušenje en tant que bassiste. Il fréquente en conséquence la scène musicale yougoslave et se lie d'amitié avec le plus grand auteur-compositeur et guitariste de rock national, Goran Bregović, devenu une star nationale dans toute l'ex-Yougoslavie avec le groupe Bijelo Dugme (Bouton blanc).

### Les États-Unis
La Palme d'or lui ouvre toutes les portes, notamment celles des producteurs internationaux. La Columbia s'intéresse à lui et lui propose un contrat mirobolant. Il hésite entre plusieurs scénarios dont un sur les Doukhobors. Finalement, un fait divers sur les gitans retient son attention et le pousse à travailler avec le journaliste Gordan Mihic afin d'élaborer l'histoire douloureuse et en partie authentique de Perhan dans Le Temps des Gitans. Mais l'œuvre, qui se veut plus une fable onirique qu'un portrait documentaire, trahit des accointances avec le réalisme magique, juxtaposant une description précise du mode de vie des Gitans à des éléments mythologiques, irrationnels et surnaturels (dons de voyance, de télékinésie, accouchement en lévitation...). Tous sont inhérents à la pensée superstitieuse et mystique des communautés tziganes. Cette pensée alimente par ailleurs fortement l'imaginaire du cinéaste pour ce film-là comme pour ses futures réalisations. Une fois monté, Le Temps des Gitans est présenté à Cannes où il obtient le Prix de la mise en scène en 1989. À l'issue du tournage, Kusturica est appelé à New York par le réalisateur américano-tchèque Miloš Forman, ancien collègue de la FAMU et président du jury cannois qui lui attribua la Palme à l'unanimité en 1985. Forman souhaite qu'il le remplace à son poste d'enseignant à l'université Columbia.
Aux États-Unis, un des élèves de Kusturica, David Atkins, lui propose un scénario qui devient Arizona Dream. Le cinéaste arrête l'enseignement et se consacre entièrement à la fabrication de cette œuvre, consacrée au rêve américain et à sa dure confrontation au réel. La conception douloureuse du film est rendue encore plus difficile par le début du conflit en Yougoslavie auquel le cinéaste assiste, impuissant, à des milliers de kilomètres. Le tournage est arrêté à de nombreuses reprises pour le laisser faire des allers-retours en Europe centrale et aider ses parents à faire face au conflit. Après le pillage de la maison familiale de Sarajevo et le vol de ses premiers trophées, Kusturica fait déménager ses parents au Monténégro.
Arizona Dream, interprété par Johnny Depp dont il reste très proche par la suite mais aussi Jerry Lewis, Faye Dunaway et Vincent Gallo est tout de même achevé et obtient l'Ours d'argent au Festival de Berlin 1993.

### Belgrade

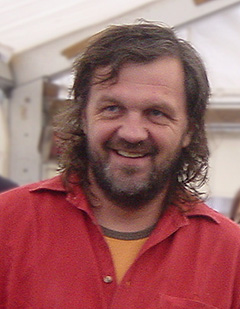
Emir Kusturica à Bruxelles en 2005.

Extrêmement choqué par les événements en Bosnie et par la manière dont ils sont présentés par les médias internationaux, Kusturica constate son impuissance à agir depuis les États-Unis et décide alors de revenir avec son épouse sur sa terre natale et de montrer au reste du monde sa propre vision du conflit qui déchire sa nation. Produit entre la France, l'Allemagne, la Hongrie, la Bulgarie et la Serbie, Underground aborde le difficile thème de la guerre en ex-Yougoslavie et couvre 50 ans d'histoire, des bombardements de l'Allemagne nazie sur Belgrade en 1941 aux conflits ethniques des années 1990, en passant par l'ère Tito. Cette vaste fresque au souffle épique mêle farce bouffonne, symbolisme, onirisme, opéra burlesque et esthétique carnavalesque. Sous son exubérance, le film traduit une conception tragique et désespérée de l'histoire. Underground est à la fois le long métrage le plus douloureux, le plus visionnaire et le plus inventif de la carrière du metteur en scène, nourri par une force poétique et visuelle inégalée dans son œuvre. Il est en partie tourné dans les studios de Prague pour les séquences en intérieur et en partie à Belgrade, en pleine guerre, pour les scènes d'extérieur. Au lendemain du massacre de Tuzla, le film vaut au réalisateur une seconde Palme d'or cannoise en 1995, en dépit de la forte controverse qu'il essuie lors de sa présentation en France. Alain Finkielkraut publie au lendemain de la proclamation du palmarès une violente tribune dans Le Monde, intitulée L'imposture Kusturica,. L'auteur y accuse le cinéaste de capitaliser sur la souffrance des martyrs de Sarajevo et de se livrer à une propagande pro-serbe sous couvert d'exprimer sa nostalgie de l'ancienne Yougoslavie. En parallèle, Bernard-Henri Lévy renchérit dans Le Point, reprochant au réalisateur d'avoir « choisi le camp des bourreaux » et de faire d'Underground une arme idéologique au service des nationalistes serbes. Kusturica répond, le 26 octobre 1995, par un article intitulé Mon imposture. Il récuse les accusations proférées à son encontre et affirme que ni Finkielkraut ni Lévy n'ont vu le film, ce que les intéressés confirment tout en maintenant leurs déclarations,. Entre-temps, le metteur en scène reçoit le soutien de personnalités du monde culturel parmi lesquelles le réalisateur grec Theo Angelopoulos.
Cette polémique, et plus encore un reportage paru dans Le Monde sur le sentiment de « trahison » ressenti par ses amis d'enfance et ses compagnons de cinéma dans le Sarajevo assiégé et bombardé par l'armée des serbes de Bosnie, décident le cinéaste meurtri à « lier son destin au régime de Slobodan Milošević » et à arrêter le cinéma. Il se ravise pourtant après avoir visionné le film Le Jour et la Nuit, « en voyant les dommages que Bernard-Henri Lévy peut causer au monde du cinéma. ». Il tourne Chat noir, chat blanc en 1998, un film aux antipodes du précédent, plus calme mais non moins pittoresque, plein de couleurs, de musique, de cocasserie et d'humour. Il permet au cinéaste d’être gratifié d’un Lion d'argent à la Mostra de Venise en 1998.
Comme toujours, pour décompresser, il revient à la musique et enchaîne une tournée mondiale avec son groupe de musique rebaptisé le No Smoking Orchestra. De cette tournée, il réalise le documentaire Super 8 Stories en 2001.

### Küstendorf

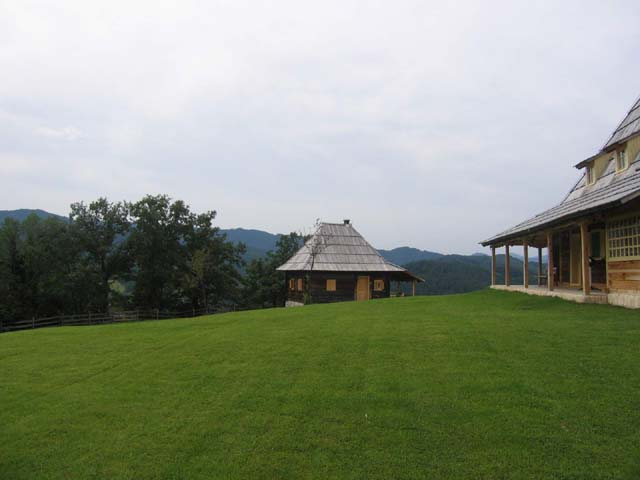
L’ethno-village de Küstendorf

Après plusieurs projets non concrétisés, Kusturica décide de revenir une nouvelle fois sur la guerre et l'aborde à travers une histoire dont il a l'idée depuis longtemps : une transposition de Roméo et Juliette dans les Balkans. L'idée donne naissance au film La vie est un miracle qui sort en 2004. Pour le tournage, il s'arrête avec son équipe dans les montagnes de la Mokra Gora et y construit pour l'occasion une voie ferrée et un village traditionnel en bois. Ce village, baptisé Küstendorf et dont il s'autoproclame maire, est érigé en place forte de l'altermondialisme, du tourisme écologique et de l'enseignement du cinéma comme il l'explique alors lors de nombreuses interviews.
Le village est ouvert au public depuis septembre 2004. Un séminaire de cinéma pour jeunes étudiants y a eu lieu au cours de l'été 2005. La commune de Küstendorf gagne en octobre 2005 le Prix européen d'architecture Philippe-Rotthier. Entre-temps le cinéaste, grand lecteur de Gabriel García Márquez dont l'univers a largement influencé Le Temps des Gitans et Underground, nourrit le projet d'adapter L'Automne du patriarche et rencontre l'écrivain colombien à La Havane afin de discuter de la mise à l'écran de son livre. Kusturica souhaite également porter à l'écran d'autres œuvres du prix Nobel de littérature 1982 parmi lesquelles Cent ans de solitude, son chef-d’œuvre. Néanmoins, aucune des adaptations souhaitées ne voit le jour.
Toujours dans les environs de Küstendorf, après avoir passé une année à travailler sur un documentaire consacré au joueur de football Diego Maradona, Kusturica débute en 2006 le tournage de Promets-moi. Le premier film, qui met plus de temps à se faire que prévu, sort sur les écrans français à la fin du mois de mai 2008 alors que le second, réalisé après et sélectionné au Festival de Cannes 2007, est distribué en France en janvier 2008.

### Andrićgrad
De la même façon qu'il a fait bâtir Küstendorf, ou « Drvengrad » (Village en bois), le réalisateur fonde une nouvelle ville en hommage au livre d'Ivo Andrić, Le Pont sur la Drina. Le réalisateur serbe Emir Kusturica avec le soutien du président de l'entité administrative bosnienne de la république serbe de Bosnie, Milorad Dodik, compte adapter au cinéma Le Pont sur la Drina et pour cela il souhaite reconstruire en dur à l'identique une partie de la ville décrite par Andrić dans son livre. Andrićgrad (en), ou « Kamengrad » (Village en pierre), est construit près de l'actuelle ville de Višegrad et inauguré le 28 juin 2014, date commémorant le centenaire de l'assassinat de l'archiduc François-Ferdinand d'Autriche à Sarajevo.
Il est également reproché au projet de serbiser un pan de la ville, plutôt musulman.

## Style

### Omniprésence de la musique
La musique est omniprésente dans les films de Kusturica. Après une collaboration avec Zoran Simjanović pour ses premiers films, ce sont surtout les trois films qu'il fait avec Goran Bregović qui marquent les esprits : Le Temps des Gitans (1990), Arizona Dream (1993) et Underground (1995). Il travaille également avec le trompettiste serbe Boban Marković et sa fanfare de onze musiciens, de nos jours considérée comme l'une des meilleures fanfares d'Europe centrale. Depuis 1998, c'est son propre groupe le No Smoking Orchestra qui assure la musique de ses films. Il y joue de la guitare et du banjo et compose une partie des morceaux.

### Les Gitans
Les Gitans sont le thème central de deux des films de Kusturica : Le Temps des Gitans et Chat noir, chat blanc, même si des joueurs de musique tziganes apparaissent dans quasiment tous ses autres films. Emir Kusturica n'a pas de racines familiales gitanes mais il les a fréquentés depuis sa plus tendre enfance et, pour lui, ce peuple symbolise la notion même de liberté[réf. nécessaire].
Kusturica met en scène un opéra punk, Le Temps des Gitans, dont la première représentation est donnée le 26 juin 2007 à l'Opéra Bastille à Paris. L'opéra est fondé sur son film de 1989, Le Temps des Gitans, le livret est écrit par Nenad Jankovic et la musique composée par le No Smoking Orchestra. L'œuvre, très différente de la programmation habituelle de l'Opéra Bastille (chants amplifiés au micro, voies sur scène, décors rocambolesques, etc.) remporte un vif succès critique et public et reçoit des applaudissements fournis lors des représentations.

### Influences et références
Son impressionnante connaissance des classiques du cinéma, Emir Kusturica la distille par petites touches dans ses films sous forme de plans hommages directs ou indirects, aux plus grands films. Ainsi:
- Federico Fellini : dans Le Temps des Gitans, notamment, on voit de nombreux hommages à Amarcord (les scènes de repas de famille, les mariages, les grands banquets dans la nature, le narrateur illuminé qui s'adresse à la caméra à l'ouverture du film, les séquences de film dans le film où le jeune Federico tente une approche séductrice de sa voisine pendant le film, l'accordéon, ainsi qu'une scène d'hypnose de dindon). On trouve pareillement de nombreux autres hommages à d'autres films de Fellini, tout au long de la filmographie de Kusturica.
- Francis Ford Coppola : Le Parrain 2 en particulier. Andrew Horton a même effectué une analyse complète des deux films montrant comment Le Temps des Gitans était un remake des Parrain 1 et 2[21].
- Martin Scorsese : Raging Bull dans Arizona Dream lors de la scène où Vincent Gallo récite un passage du film dans un cinéma. Le film fait plusieurs fois référence à Robert De Niro, Al Pacino ou Joe Pesci.
- Andreï Tarkovski : Emir Kusturica a utilisé dans beaucoup de ses films la même symbolique de l'eau, versée sur la tête comme symbole de purification. On retrouve également les dons de télékinésie, la lévitation, la verticalité, les travellings circulaires, ainsi que la fête païenne sur les bords du fleuve du Temps des Gitans qui est un hommage à celle d'Andreï Roublev.
- Jean Renoir : la scène de la chasse du film La Règle du jeu, dans La vie est un miracle.
- Le cinéma hollywoodien des années 1940 : Douglas Sirk, Orson Welles, Michael Curtiz.
- Jean Vigo : la scène de Underground où les personnages nagent sous l'eau est un hommage à L'Atalante.
- Charlie Chaplin dans Le Temps des Gitans où Merdzan se livre à une imitation de Charlot.
- Douglas Sirk dans la scène de théâtre dans Underground.
- Alfred Hitchcock dans le film Arizona Dream avec l'acteur principal qui interprète une scène fétiche de La Mort aux trousses.
- Michael Curtiz dans Chat noir, chat blanc où est visionnée maintes fois la scène finale de Casablanca.

### Propos politiques
Kusturica est souvent très engagé dans les propos qu'il tient lors d'interviews (même si, selon le pays ou la date où est effectuée l'interview, les propos peuvent varier énormément[réf. nécessaire]). Cet engagement politique se reflète dans ses films, qui présentent souvent les différents côtés d'un conflit sous un éclairage original. Dans Papa est en voyage d'affaires, le personnage principal, bien que puni trop sévèrement pour un crime politique imaginaire, est en fait un père de famille plutôt négligent. Chat noir, chat blanc, film apparemment apolitique, a été tourné sur les rives du Danube quelques mois avant qu'elles ne soient pilonnées par l'OTAN en 1999. Dans La vie est un miracle, le conflit serbo-bosniaque est montré du point de vue d'un Serbe de Bosnie, chassé de ses terres par les Bosniaques. Ses œuvres tournent souvent en ridicule les mœurs serbes comme bosniaques. Dans ses films et ses déclarations publiques, le cinéaste refuse de considérer la Serbie comme la seule responsable des guerres de l'ancienne Yougoslavie et rejette la vision des médias étrangers sur son pays qu'il juge simpliste et arrogante. Il s'oppose également à l'ingérence occidentale et l'impérialisme des grandes puissances. Underground représente la FORPRONU comme une force corrompue : des scènes coupées de la version projetée à Cannes, en 1995, la montrent fortement active dans des trafics de drogue et d'argent.

### Symboles
Un certain nombre de thèmes et symboles reviennent dans ses films comme des leitmotive : la vision du monde par les enfants, les amours sombres et passionnées, le conflit ethnique, le déchirement fratricide, le réalisme magique, les animaux, la nature, les mariages, le football, le suicide par pendaison, l'envol, le tragique de l'histoire, le kitsch politique (l'utopie communiste et le rêve américain) et artistique. Généralement, Kusturica fait cohabiter divers registres, genres ou styles dans ses mises en scène : naturalisme, grotesque, burlesque, élégie, satire, parodie, lyrisme, mélodrame, ironie, symbolisme, onirisme, merveilleux, etc.

### La famille
L'importance de la famille est souvent au cœur de l'intrigue des films de Kusturica (au travers d'histoires de passage à l'âge adulte, de séparations, de trahisons ou de mariages). Dans sa vie personnelle également, la famille joue un grand rôle puisque sa femme Maja Kusturica (Orthodoxe Serbe) l'assiste dans la production de ses films, et son fils Stribor Kusturica joue de la batterie dans son groupe le No Smoking Orchestra, et fait occasionnellement l'acteur dans ses films. Sa fille, Dunja Kusturica, a été son assistante sur le tournage de Maradona et sélectionne annuellement une quinzaine de films de fin d'études parmi les meilleures écoles et universités de cinéma internationales, projetés au Festival de Küstendorf. Cet événement est l'occasion pour le cinéaste d'afficher une ligne politique altermondialiste et écologiste en s'opposant à tout ce qui symbolise Hollywood : chaque année, une cérémonie d'enterrement de copies de blockbusters américains est organisée. Plusieurs personnalités du cinéma se sont rendues au festival parmi lesquelles Johnny Depp, Benicio del Toro, Bérénice Bejo, Guillermo Arriaga, Srdjan Koljevic, Isabelle Huppert, les frères Dardenne, Nuri Bilge Ceylan, Abel Ferrara, Asghar Farhadi, Paolo Sorrentino, Leila Hatami, Marjane Satrapi, Janusz Kaminski, Nikita Mikhalkov, Kim Ki-duk ou encore Thierry Frémaux,,,,. Kusturica vit avec sa famille entre la Normandie, Paris, Belgrade et Küstendorf,. Il détient les nationalités serbe et française (il fut naturalisé français en 1995),.

## Prises de position polémiques
Socialiste et antinationaliste, Emir Kusturica est régulièrement attaqué dans la presse pour ses prises de position jugées opaques parmi lesquelles le fait d'avoir rejeté la nationalité bosnienne sous prétexte de s'opposer aux particularismes ethniques, son refus de condamner Slobodan Milošević et les crimes serbes, sa défiance envers l'engagement humanitaire aux Balkans ou encore son idéalisation de l'ex-Yougoslavie qui dissimulerait une fascination pour la Grande Serbie,. Il lui est également reproché de ne pas reconnaître le droit international et de récuser l'ordre mondial fondé sur la domination occidentale. Le cinéaste et son groupe, le No Smoking Orchestra, ont écrit une chanson au sujet de Radovan Karadžić, surnommé « Le boucher des Balkans » : Wanted Man. Il qualifie cependant ce dernier de « criminel ». Télérama écrit que Kusturica, « né au sein d’une famille bosnienne musulmane de Sarajevo en 1954, ne s’est jamais remis de la disparition de la Yougoslavie multiconfessionnelle de sa jeunesse. »
En compagnie de Patrick Modiano, Paul Nizon, Bulle Ogier, Luc Bondy et Elfriede Jelinek, Kusturica apporte, en 2006, son soutien à l'écrivain autrichien Peter Handke face à la censure dont il fait l'objet de la part de la Comédie-Française après s'être rendu aux obsèques de Milošević. En 2008, il participe à une manifestation serbe contre l'indépendance du Kosovo, au cours de laquelle plusieurs personnalités affirment que la Serbie n'acceptera jamais cet état de fait.
En 2014, après avoir défendu Alexandre Loukachenko, accusé par l'Occident de bafouer les droits de l'homme au Bélarus, il déclare que « la Russie doit défendre les Russes qui vivent en Ukraine », ajoutant que « malheureusement, l'Ukraine se dirige actuellement sur la même voie que la Yougoslavie, il y a des années ».
Le 2 avril 2024, il s'affiche auprès de Vladimir Poutine qu'il admire en tant que président de la Russie combattant l'Ukraine. Kusturica s'avère aussi être un proche de Milorad Dodik, chef politique des Serbes de Bosnie. Confirmant sa proximité avec le régime Russe, il est présent sur la Place rouge à Moscou le 9 mai 2025 pour le défilé militaire du quatre vingtième anniversaire du Jour de la Victoire.

## Filmographie

### Réalisateur

#### Courts et moyens métrages
- 1971 : Une partie de la vérité
- 1972 : Automne
- 1978 : Guernica (Premier prix du festival du film étudiant de Karlovy-Vary)
- 1996 : Sept jours dans la vie d'un oiseau (docu-fiction pour l’émission Envoyé spécial de France 2)
- 2005 : Les Enfants invisibles - segment, Blue Gypsy (film commissionné par l’Unicef)
- 2012 : Words with Gods - segment Our Life

#### Téléfilms
- 1979 : Les mariées arrivent
- 1980 : Café Titanic (Premier Prix du Festival du film de la télévision yougoslave à Portoroz)

#### Longs métrages
- 1981 : Te souviens-tu de Dolly Bell ?
- 1985 : Papa est en voyage d'affaires
- 1988 : Le Temps des Gitans
- 1993 : Arizona Dream
- 1995 : Underground
- 1998 : Chat noir, chat blanc
- 2001 : Super 8 Stories (documentaire)
- 2004 : La vie est un miracle
- 2007 : Promets-moi
- 2008 : Maradona (documentaire)
- 2017 : On the Milky Road
- 2018 : El Pepe, una vida suprema (documentaire)
- 2024 : Les Hommes Du Christ. Jour (documentaire)

#### Clip vidéos
- Emir Kusturica and the No Smoking Orchestra - Unza Unza Time (2000)
- Manu Chao - Rainin’ In Paradize (2007)

#### Publicités
Emir Kusturica a tourné de nombreuses publicités pour la télévision française dans les années 1990 (Le Sucre, Banque populaire, parfum XS de Paco Rabanne, Renault Occasion), mais aussi pour d'autres pays (Suisse : cigarettes Parisienne People, Allemagne : campagne pour la lutte contre le SIDA, Italie : IOL, Serbie : jus de fruit Next, Russie : Baltimor Ketchup, etc.)

### Acteur
- 1972 : Walter défend Sarajevo de Hajrudin Krvavac
- 1978 : Les mariées arrivent (téléfilm) de lui-même : un agent d'assurance
- 1982 : 13 jul (13 juillet) de Radomir Saranović : officier italien
- 1989 : Le Temps des Gitans de lui-même : un client du bar à Milan (scène tournée, mais coupée au montage final)
- 1993 : Arizona Dream de lui-même : un client du bar à New York
- 1995 : Underground de lui-même : marchand d'armes
- 2000 : La Veuve de Saint-Pierre de Patrice Leconte : Neel Auguste
- 2001 : Super 8 Stories de lui-même : lui-même
- 2003 : Jagoda u supermarketu (Des fraises au supermarché) de Dušan Milić : le général
- 2003 : L'Homme de la Riviera de Neil Jordan : Vladimir
- 2005 : Mister K de Augustin Legrand : lui-même
- 2006 : Voyage secret de Roberto Andò
- 2006 : Dernier tour à Monza 2 de Luigi Perelli : lui-même
- 2007 : Hermano de Giovanni Robbiano : Chomsky
- 2008 : Maradona de lui-même : lui-même
- 2009 : Alice au pays s’émerveille de Marie-Eve Signeyrole : le douanier
- 2009 : L'Affaire Farewell de Christian Carion : Sergueï Grigoriev
- 2011 : Hitler à Hollywood, de Frédéric Sojcher : lui-même
- 2011 : Nicostratos le pélican d'Olivier Horlait : Démosthène
- 2012 : 7 jours à La Havane (segment Jam Session de Pablo Trapero)
- 2012 : Au bonheur des ogres de Nicolas Bary
- 2014 : La Forêt de glace (La foresta di ghiaccio) de Claudio Noce (it) : Secondo
- 2017 : On the Milky Road de lui-même : Kosta
- 2019 : Balkan Line d'Audreï Volguine : un chauffeur de taxi
- 2022 : Srpska: The Struggle for Freedom de Boris Malagursky : lui-même

## Distinctions

### Récompenses

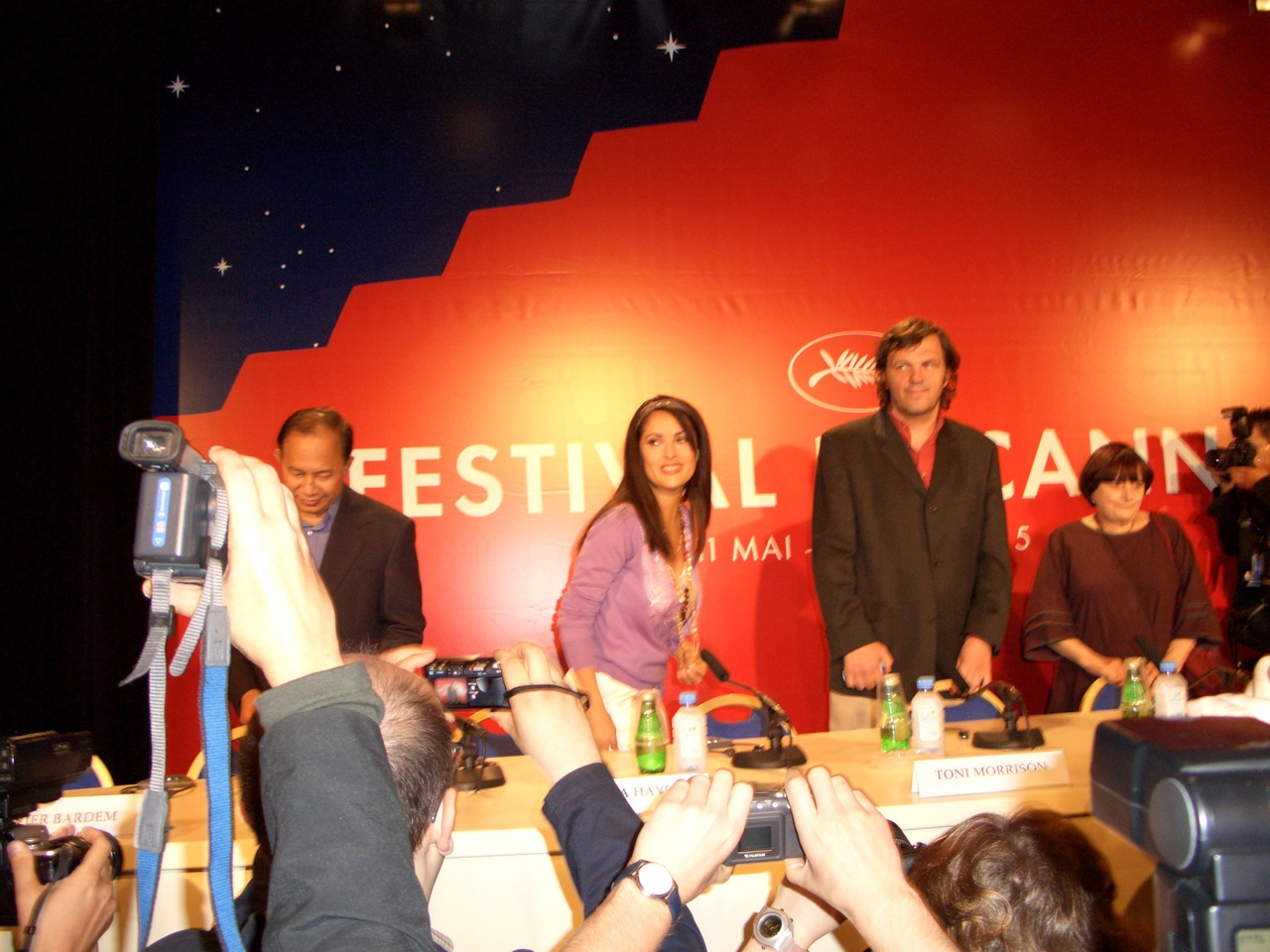
Au festival de Cannes en 2005

- Mostra de Venise 1981 : Lion d'or de la Première Œuvre pour Te souviens-tu de Dolly Bell ?
- Festival de Cannes 1985 : Palme d'or à l'unanimité et Prix FIPRESCI de la Critique internationalepour Papa est en voyage d'affaires[35]
- Festival de Cannes 1989 : Prix de la mise en scènepour Le Temps des Gitans
- Berlinale 1993 Ours d'argent pour Arizona Dream
- Festival de Cannes 1995 : Palme d'or pour Underground[36]
- Mostra de Venise 1998 : Lion d'argent du meilleur réalisateur pour Chat noir, chat blanc
- Festival de Cannes 2004 : Prix de L'Éducation nationale pour La vie est un miracle
- César 2005 : César du meilleur film de l'Union européenne pour La vie est un miracle
- Magritte 2014 : Magritte d'honneur
- Festival international de jazz de Montréal 2012 : Prix "Antonio Carlos Jobim" ; ce prix est décerné aux artistes qui ont exercé une influence exceptionnelle dans le domaine de la musique mondiale et dont l'influence sur l'évolution du jazz est internationalement reconnue.
- Mostra de Venise 2016 : Petit Lion d'or pour On the Milky Road
- Les Rimbaud du Cinéma 2019 : Rimbaud d'honneur

### Nominations
- Oscars 1986 : Oscar du meilleur film étranger pour Papa est en voyage d'affaires
- César 1990 : César du meilleur film étranger pour Le Temps des Gitans
- César 1996 : César du meilleur film étranger pour Underground
- César 2001 : César du meilleur acteur dans un second rôle pour La Veuve de Saint-Pierre

### Décorations
- Commandeur de l'ordre des Arts et des Lettres, en 2007
- Chevalier de la Légion d'honneur, promotion du 14 juillet 2010

### Éponymie
- L'astéroïde (642097) Kusturica est nommé en son honneur[37].

## Jurys de festivals
- Membre du jury au Festival international du film de Moscou 1989 (présidé par Andrzej Wajda et avec notamment, comme autres membres du jury, Ibrahim Moussa, Aparna Sen, Jiří Menzel et Zhang Yimou)
- Membre du jury au Festival international du film fantastique d'Avoriaz 1993 (présidé par Christopher Lee et avec notamment comme membre du jury Marie-Christine Barrault, Hippolyte Girardot, Danièle Thompson et Sylvie Vartan)
- Membre du jury au Festival de Cannes 1993 (présidé par Louis Malle et avec notamment, comme autres membres du jury, Claudia Cardinale, Judy Davis, Abbas Kiarostami et Gary Oldman)
- Président du jury au Festival de Venise 1999 (son jury était notamment composé par Maggie Cheung, Cindy Sherman, Marco Bellocchio et Jean Douchet)
- Président du jury du court métrage au Festival de Cannes 2003 (son jury était notamment composé par Zabou Breitman, Ingeborga Dapkunaite et Michel Ocelot)
- Président du jury au Festival de Cannes 2005 (son jury était notamment composé par Salma Hayek, Agnès Varda, Toni Morrison, et Javier Bardem)
- Président du jury Un certain regard au Festival de Cannes 2011 (son jury était notamment composé par Élodie Bouchez, Peter Bradshaw et Geoffrey Gilmore)
- Président du jury au Festival international du film de Marrakech 2011 (son jury était notamment composé par Jessica Chastain, Nicole Garcia et Leila Hatami)
- Président du jury au Festival international du film de Saint-Pétersbourg 2012 (son jury était notamment composé par Aku Louhimies, Erika Gregor et Elena Yatsura).
- Président du jury du Festival international du film de Shanghai 2016.
- Président du jury Luigi De Laurentiis du Festival de Venise 2019.
- Président du jury du 43e Festival international du film du Caire, en 2021.
- Président du jury du 14e Festival international du film de Pékin, en 2024.

## Divers
- Il a créé son propre village, Küstendorf
- Il séjourne régulièrement à Douains près de Vernon
- En 2014, il reçoit un Magritte d'honneur aux Magritte du cinéma